# Новопокровка (Бородуліхинський район)
Новопокро́вка (каз. Новопокровка) — село у складі Бородуліхинського району Абайської області Казахстану. Адміністративний центр Новопокровського сільського округу.
Населення — 2233 особи (2021; 2721 у 2009, 3260 у 1999, 5369 у 1989).
Національний склад станом на 1989 рік:
- казахи — 43 %
- росіяни — 33 %

У радянські часи село називалось також Новопокрова.